# Tahuampa septemfasciata
Tahuampa septemfasciata är en insektsart som beskrevs av Victor Antoine Signoret 1853. Tahuampa septemfasciata ingår i släktet Tahuampa och familjen dvärgstritar. Inga underarter finns listade i Catalogue of Life.